# Ringmus
De ringmus (Passer montanus) is een zangvogel uit de familie van de mussen (Passeridae).

## Kenmerken
De ringmus wordt ongeveer 14 cm groot, een fractie kleiner dan de huismus. Zowel mannetje als vrouwtje hebben een kastanjebruine kruin, een zwarte wangvlek en een witte halsring. De wangvlek is een goed herkenbaar verschil met de huismus. De bovenzijde is bruin met zwarte strepen en de onderzijde lichtgrijs.

## Leefwijze
Het voedsel bestaat uit zaden, graan, insecten en larven.

## Voortplanting
Het legsel bestaat uit drie tot zes fijngevlekte, witte en glanzende eieren. Het wijfje broedt meestal twee- tot viermaal per jaar.

## Verspreiding en leefgebied
De soort telt negen ondersoorten:
- P. m. montanus: van Europa via noordelijk en centraal Azië tot noordoostelijk Siberië en noordoostelijk Mongolië.
- P. m. dybowskii: zuidoostelijk Siberië, noordoostelijk China en noordelijk Korea.
- P. m. transcaucasicus: van oostelijk Turkije, de Kaukasus tot Armenië en Iran.
- P. m. kansuensis: het noordelijke deel van Centraal-China.
- P. m. dilutus: van zuidelijk Kazachstan en oostelijk Iran tot noordwestelijk China en zuidelijk Mongolië.
- P. m. tibetanus: van Tibet tot centraal China.
- P. m. saturatus: van Sachalin en de Koerilen en Japan via oostelijk China naar Taiwan en de noordelijke Filipijnen.
- P. m. hepaticus: noordoostelijk India, zuidoostelijk Tibet en Myanmar.
- P. m. malaccensis: zuidelijk China, Zuidoost-Azië, Sumatra, Java en de zuidelijke Filipijnen.

De ringmus is een broedvogel die graag nestelt in holten van bomen in de buurt van boerderijen en in parken, akkers en weilanden. Het merendeel van de ringmussen is standvogel, sommige Nederlandse ringmussen gaan in de winter zwerven (naar bijvoorbeeld Frankrijk). Andere ringmussen komen juist van Noord- en Oost-Europa naar Nederland.

## Status
De soort staat als niet bedreigd op de internationale Rode Lijst van de IUCN. De vogel kent een groot verspreidingsgebied heeft dat reikt van Ierland in Europa tot een groot deel van Azië waaronder Japan en de Indische Archipel.

### Nederland
De ringmus staat sinds 2004 als gevoelig op de  Nederlandse Rode Lijst. Volgens SOVON vertoonde het aantal broedparen in de periode 1990-2007 een grillig verloop en broedden er in 2007 nog ongeveer 100.000 paar. Uit tellingen die buiten de broedtijd werden gedaan bleek een geleidelijke maar significante achteruitgang.
Het aantal ringmussen neemt af doordat de landbouw steeds grootschaliger en intensiever wordt. De graanteelt is vervangen door maïscultuur, daardoor zijn nog maar weinig stoppelakkers. Heggen en houtwallen, dode bomen en knotwilgen zijn minder algemeen geworden, daardoor is er minder nestgelegenheid. Het gebruik van chemische bestrijdingsmiddelen is niet bevorderlijk voor deze graaneters.

### Vlaanderen
In Vlaanderen staat de ringmus sinds 2014 op de gevalideerde Rode Lijst gecategoriseerd als 'achteruitgaand'. Na nieuwe tellingen werd de soort in 2017 door het Instituut voor Natuur- en Bosonderzoek opnieuw geëvalueerd en gecategoriseerd als 'ernstig bedreigd' op een nog niet gevalideerde lijst.

## Afbeeldingen

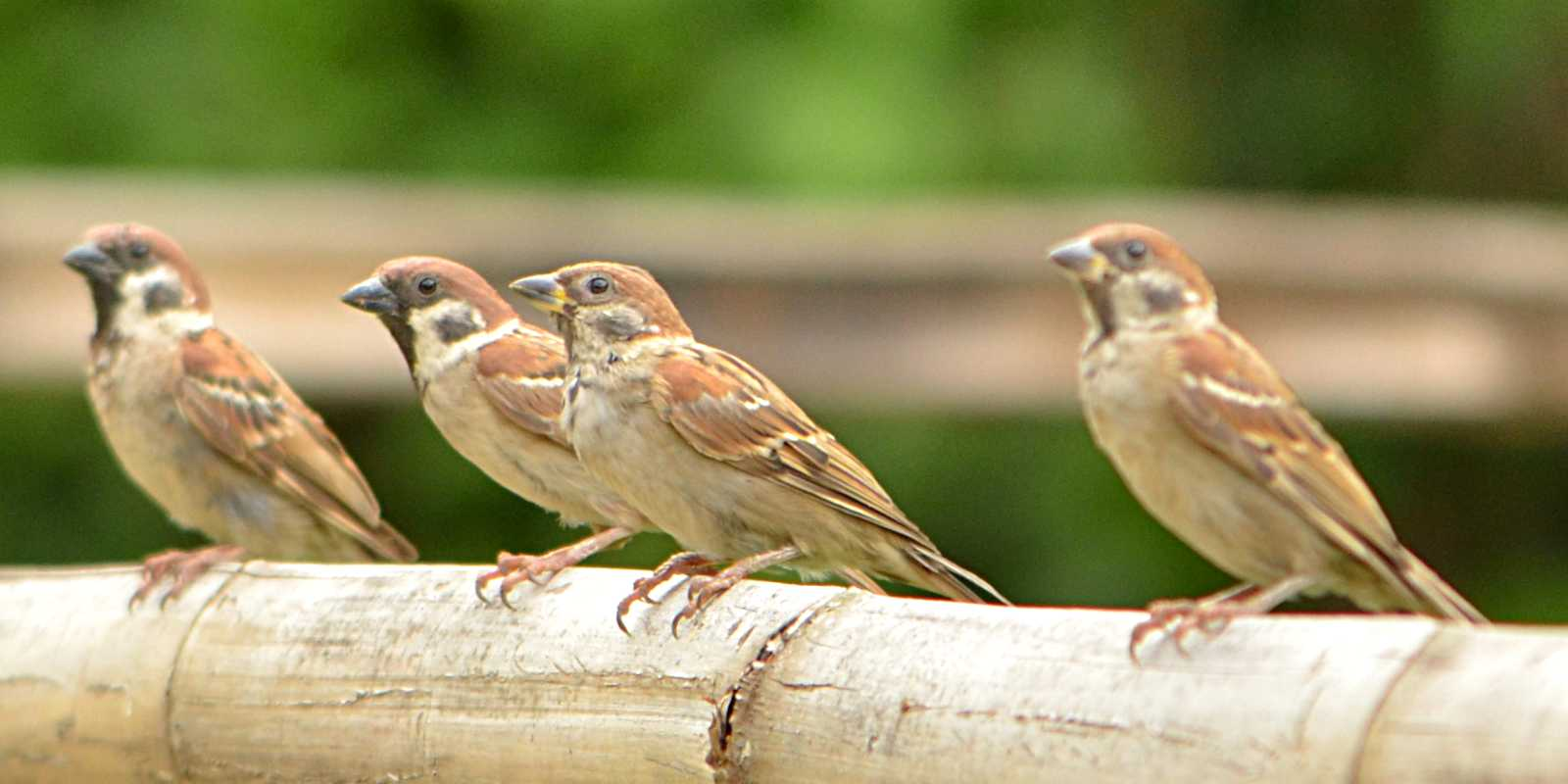
Groepje ringmussen
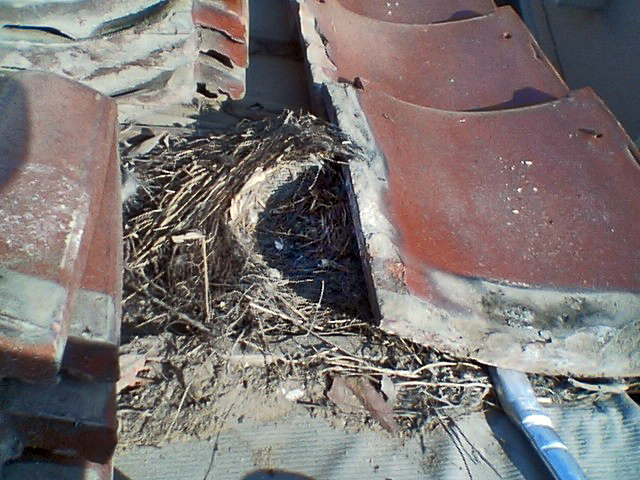
Nest
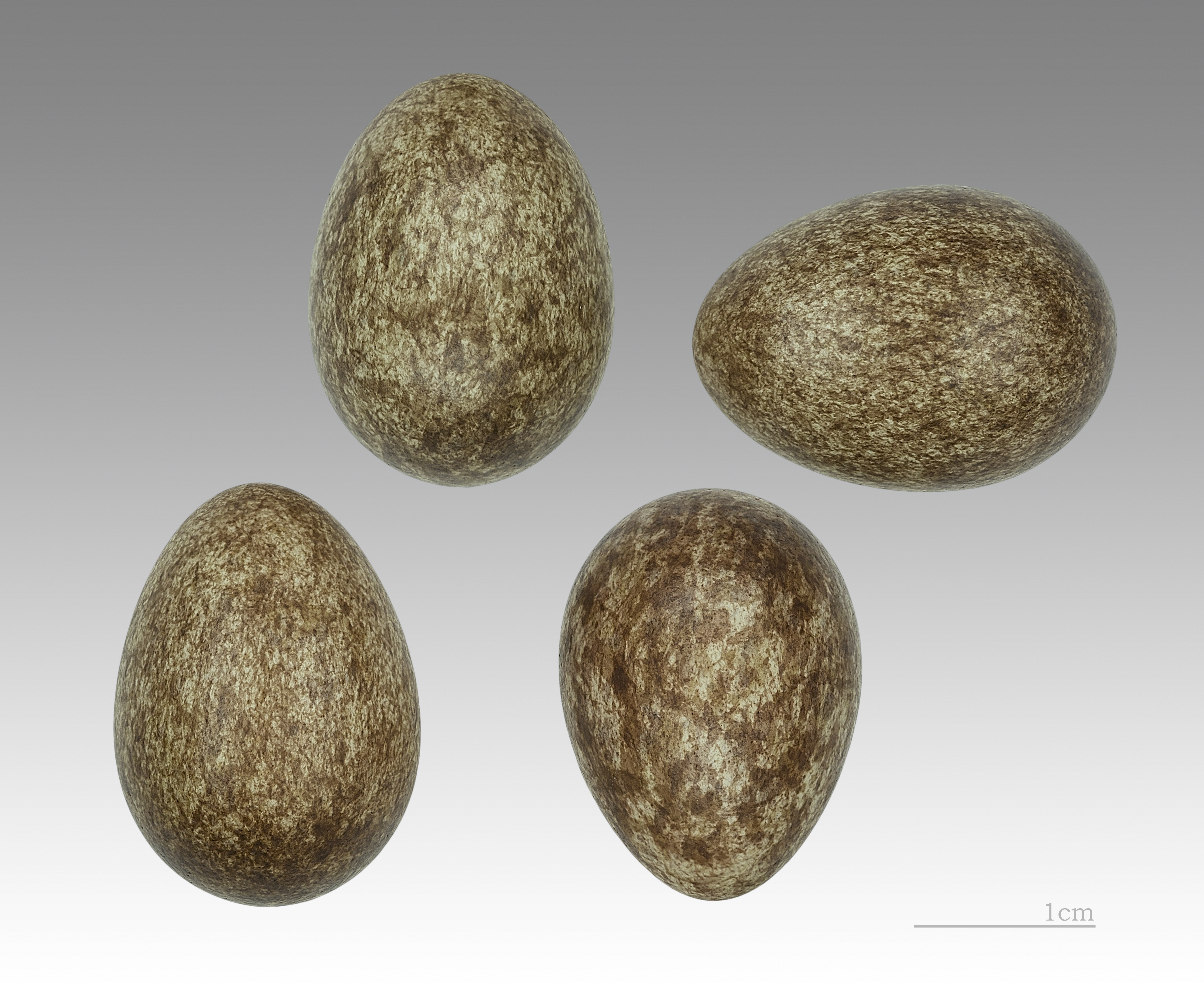
eieren